# Zizipho Poswa
Zizipho Poswa, née en 1979, est une artiste et céramiste sud-africaine d’origine xhosa, basée au Cap, en Afrique du Sud.

## Biographie
Zizipho Poswa est née le 5 décembre 1979 à Mthatha, et fait ses études à l'université de technologie de la péninsule du Cap. Elle étudie le design textile à l'université, Elle dirige un studio appelé Imiso Ceramics avec l'artiste Andile Dyalvane.
L'œuvre de Zizipho Poswa exprime la culture Xhosa mais aussi la féminité africaine et le rôle que jouent les femmes xhosa dans la vie contemporaine,. Elle s’est inspiré pour certaines de ses séries de rituels xhosa. Elle s'est également inspirée du travail des femmes rurales et des coiffures traditionnelles,,,.
Elle a présenté son travail dans de nombreux lieux, institutions et événements artistiques, dans le monde. Par exemple, son travail a été inclus dans l'exposition Before Yesterday We Could Fly (en) au Metropolitan Museum of Art. Il a également été présenté et mis en avant comme un emblème à la Biennale internationale des métiers d'art et de création, à Paris, en 2022.
Ses œuvres sont présentes dans plusieurs collections d’institutions muséales comme le Metropolitan Museum of Art, le Musée d'Art du comté de Los Angeles, le Philadelphia Museum of Art.